# Transtorno de personalidade emocionalmente instável
O Transtorno de Personalidade Emocionalmente Instável (ou Transtorno de Personalidade com Instabilidade Emocional) é um diagnóstico psiquiátrico equivalente ao Transtorno de Personalidade Borderline pertencente ao manual de classificação CID-10 (da Organização Mundial da Saúde). O diagnóstico difere significantemente daquele do manual DSM-IV usado pela Associação Americana de Psiquiatria.
É caracterizado pela tendência a agir de modo imprevisível e impulsivo, sem consideração pela consequência; humor imprevisível e instável; tendência a acesso de cólera e incapacidade de controlar o comportamento impulsivo; tendência a adotar comportamento explosivo e a entrar em conflito com os outros, particularmente quando os atos impulsivos são contrariados ou censurados.Existem 2 Subtipos desse transtorno:impulsivo e Bordeline.

## Critérios diagnósticos da CID-10
A Classificação Internacional de Doenças - Volume 10 da Organização Mundial da Saúde divide o transtorno de personalidade emocionalmente instável (Código: F603) em dois subtipos: o tipo impulsivo e o tipo Borderline.

## F60.30 – Tipo Impulsivo
1. O critério geral de transtorno de personalidade deve ser alcançado.
2. Pelo menos três dos seguintes sintomas abaixo devem estar presentes; é obrigatória a presença do sintoma B:
A. Tendência em agir impulsivamente e sem consideração com as conseqüências;
B. Tendência a ter um comportamento briguento e entrar em conflito com os outros, especialmente quando os atos violentos são contrariados ou criticados;
C. Tendência a explosões de ira e violência, com incapacidade de controlar os resultados subsequentes;
D. Dificuldade em manter qualquer ação que não ofereça recompensa imediata;
E. Humor instável e caprichoso.
Também é conhecido como Transtorno de Personalidade Explosivo e Agressivo.

## F60.31 – Tipo Borderline
1. O critério geral de transtorno de personalidade deve ser alcançado.
2. Pelo menos três dos sintomas mencionados no critério 2. do Tipo Impulsivo (F60.30) devem estar presentes. Em adição, pelo menos dois dos sintomas abaixo devem estar presentes:
A. Perturbações e incertezas sobre a auto-imagem, metas, preferências internas (incluindo sexualidade);
B. Tendência a se envolver em relações intensas e instáveis, sempre levando a crises emocionais;
C. Esforços excessivos para se evitar abandono;
D. Atos ou ameaças recorrentes de autolesão ou suicídio;
E. Sentimentos crônicos de vazio.
Diz respeito ao Transtorno de Personalidade Borderline propriamente dito.